# SKS
Samonabíjecí Karabina Simonov 45 (rusky Самозарядный карабин системы Симонова, 1945, Samozarjadnyj Karabin sistemy Simonova, 1945) je samonabíjecí Karabina (zbraň) zkonstruovaná v roce 1945 Sergejem Simonovem, která používá náboje 7,62 × 39 mm. Jde o spolehlivou a relativně levnou zbraň jednodušší konstrukce. SKS byla nejprve vyráběna a používána Sovětským svazem, ale později ve velkém vyvážena i vyráběna různými zeměmi. Mezi její charakteristické vlastnosti patří trvale připevněný skládací bajonet a sklopný pevný zásobník. Vzhledem k tomu, že SKS postrádala schopnost selektivní palby a její zásobník byl omezen na deset nábojů, rychle v sovětských ozbrojených silách v padesátých letech 20. století zastarala zavedením pušky AK-47. Karabiny SKS však nadále sloužily u sovětských pohraničníků, vnitřních vojsk a druholiniových a záložních jednotek po celá desetiletí.
SKS byla vyráběna ve zbrojovce v Tule od roku 1945 do roku 1958 a v Iževsku od roku 1953 do roku 1954, čímž celková sovětská produkce dosáhla asi 2,7 milionu karabin. Během studené války byly miliony dalších karabin SKS a jejich derivátů také vyráběny na základě licence v Čínské lidové republice a v řadě zemí spojených s východním blokem. SKS byla vyvážena v obrovských množstvích a u povstaleckých sil po celém světě si získala oblibu jako lehká a praktická zbraň, která je navzdory konvenčním omezením pro partyzánskou válku dostatečná. Od 80. let je řada k sehnání také na civilním trhu v Severní Americe, kde zůstává populární jako lovecká a sportovní puška.

## Historie

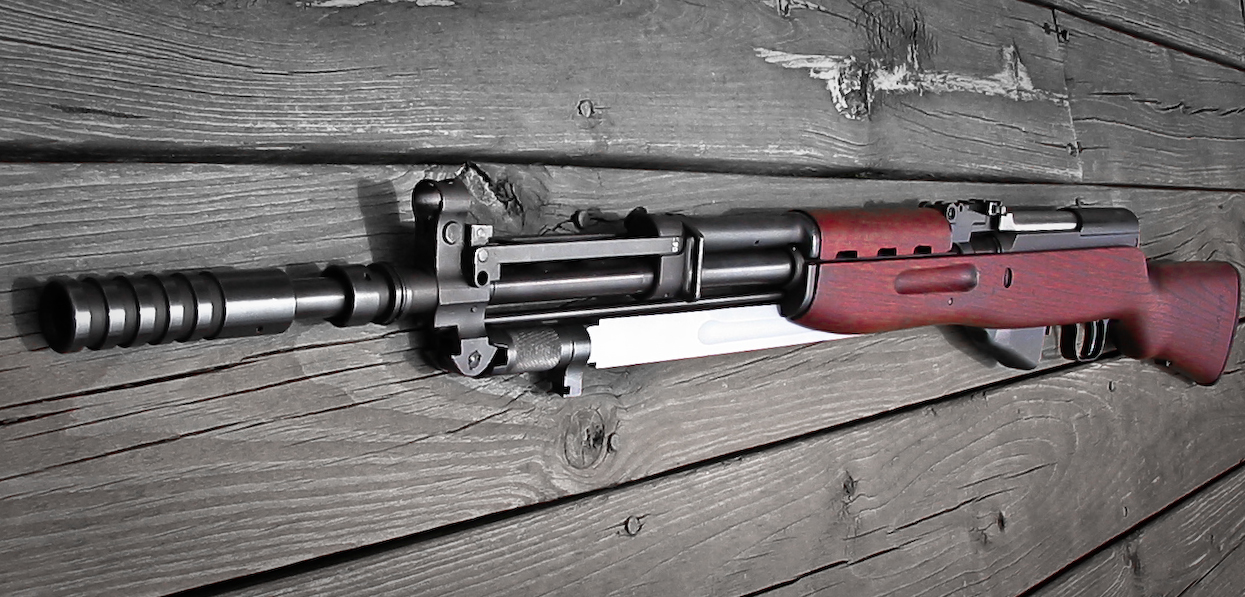
Jugoslávská SKS M59/66

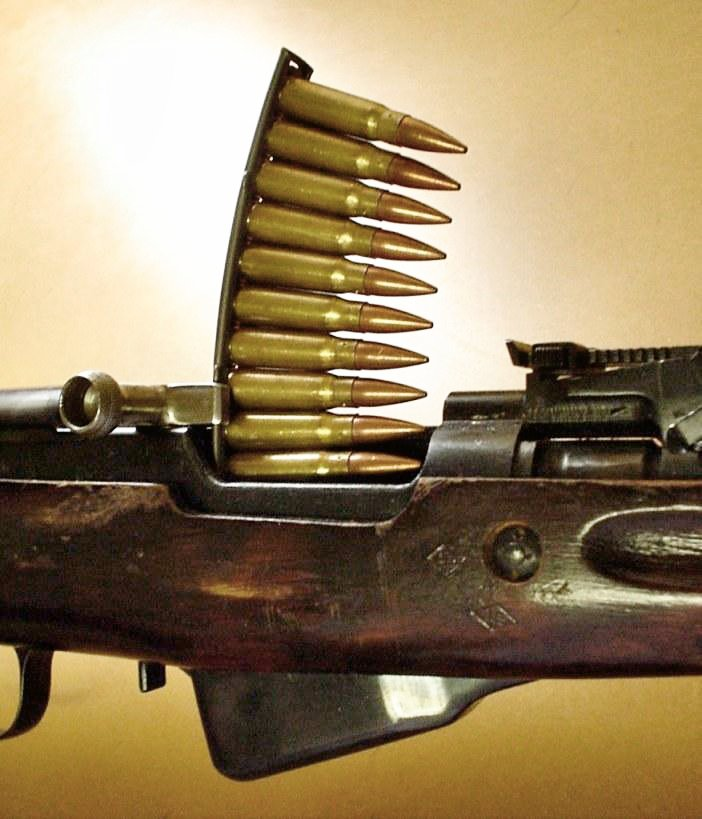
SKS může být rychle nabíjena díky použití jednorázových pásků na 10 nábojů

Karabinu sestrojil S. G. Simonov, k jejímu zavedení do armády došlo s prvními automaty Kalašnikov, což byl i důvod k jejímu rychlému vyřazení z výzbroje sovětské armády (Kalašnikov byl celkově výhodnější). Ponechána byla pouze k ceremoniálním účelům.
Jednoduchá, odolná a výkonná karabina SKS se rozšířila po celém území sovětské sféry vlivu a v mnoha rozvojových zemích. Používána byla v Africe, na Středním východě i v jihovýchodní Asii.
Karabina SKS 45 byla vyráběna v Jugoslávii pod označením M59 nebo varianta M59/66, která je osazena nástavcem a mířidly pro střelbu granátů. Další zemí kde se modifikace SKS 45 uplatnila je Čína, zde byla karabina zavedena pod označením Typ 56. Čína produkovala i různé další odvozené varianty, u kterých došlo k mnoha vylepšením a konstrukčním změnám. Odlišně bylo řešeno uzamčení, závěr otočný podél své osy. Dále byl změněn mechanizmus odběru plynu a zvýšila se kapacita schránky. Karabina byla uzpůsobena i pro střelbu dávkou. Dále byla vyvinuta v Albánské lidové republice pod názvem 10 korrik (10. červenec) v Umgranši.

## Konstrukce
Zbraň pracuje na principu odběru prachových plynů, má uzamykání hlavně pomocí vykývnutí závorníku. Pevná nábojová schránka je plněna deseti náboji pomocí nábojového pásku. Umožňuje pouze střelbu jednotlivými ranami. Je to první zbraň určená pro sovětský náboj střední výkonnosti 7,62 × 39 mm, který byl později používán ve zbraních systému Kalašnikov.

## Další takticko-technická data
- Vývrt hlavně 4drážkový pravotočivý
- Hmotnost 3,86 kg
- Účinný dostřel 500 m